# Jean Wik
Erik Johan (Jean) Wik, född 17 april 1804 i Kvevlax, död 13 september 1876 i Helsingfors, var en finländsk arkitekt. Han var far till Maria Wiik.
Wik tjänstgjorde vid Intendentskontoret som elev och medhjälpare till Carl Ludvig Engel och fullbordade och kompletterade efter dennes död 1840 många av hans byggnader, bland annat Helsingfors universitets huvudbyggnad, vars mittparti Fabiania han ritade. Han utförde även ritningar till en mängd flervåningshus och villor i Helsingfors, många numera dock rivna. Han ritade även kyrkor i Karislojo, Mäntsälä, Nokia och Orimattila samt ombyggnaden av Kyrkslätts medeltida kyrka till korskyrka (1856–1858). 

## Verk i urval
- Sinebrychoffska huset (1842) vid Bulevarden, idag konstmuseum
- Villa Kleineh vid Östra allén 7 (tillsammans med Theodor Decker 1839)
- Mariegatan 5 tillsammans med Decker 1841)
- Nya kasernen i Fiskars (1835)